# Scott Gorham
Scott Gorham, nato come William Scott Gorham (Glendale, 17 marzo 1951), è un chitarrista e compositore statunitense.

## Biografia
Sposato con Christine Gorham, Scott è stato membro dei Thin Lizzy dal 1974 al 1983 (anno di scioglimento) ed è spesso considerato come uno dei componenti fondamentali della band. Dopo i Lizzy, Gorham si unì ai Phenomena II, nei quali conobbe i futuri componenti dei 21 Guns, band con cui ha pubblicato tre album.
Nel 2010 ha rifondato i Thin Lizzy con una formazione totalmente inedita cambiandone il nome nel 2012 in Black Star Riders, per rispetto a Phil Lynott.

## Discografia

### Con i Thin Lizzy
- Nightlife (1974)
- Fighting (1975)
- Jailbreak (1976)
- Johnny the Fox (1976)
- Bad Reputation (1977)
- Black Rose: A Rock Legend (1979)
- Chinatown (1980)
- Renegade (1981)
- Thunder and Lightning (1983)
- Life (1983)
- One Night Only (2000)

### Con i 21 Guns
- Salute (1992)
- Nothing's Real (1997)
- Demolition (2002)

### Con i Black Star Riders
- All Hell Breaks Loose (2013)
- The Killer Instinct (2015)
- Heavy Fire (2017)
- Another State of Grace (2019)

### Collaborazioni
- Pat Travers – Putting It Straight (1977)
- Phil Lynott – Solo in Soho (1980)
- Phil Lynott – The Philip Lynott Album (1982)
- Siebenberg – Giants in Our Own Room (1985)
- Supertramp – Brother Where You Bound (1985)
- Phenomena – Phenomena II: Dream Runner (1987)
- Fisc – Handle with Care (1988)
- Heads Up – The Long Shot (1989)
- Air Pavilion – Kaizoku (1989)
- Asia – Then & Now (1990)
- Lea Hart – Trapped (1992)
- True Brits – Ready to Rumble (1992)
- Phenomena – Phenomena III: Innervision (1993)
- Far Corporation – Solitude (1994)
- Max Bacon – The Higher You Climb (1995)
- Psycho Motel – Welcome to the World (1997)
- Rollins Band – Get Some Go Again (2000)
- Steevi Jaimz – Damned if I Do... Damned if I Don't (2001)
- Max Bacon – From the Banks of the River Irwell (2002)
- Ricky Warwick – Tattoos & Alibis (2003)

## Equipaggiamento
Scott usò agli esordi una Gibson Les Paul Deluxe con mini humbuckers. Successivamente comprò un modello del '59 che usò fino al 1984. Attualmente usa una Fender Stratocaster con amplificatori Marshall Amplifiers.